# Schedel (mens)
De schedel of het cranium is een geheel van verschillende botstructuren, die samen het deel van het skelet vormen dat vorm geeft aan het hoofd van een mens. De voornaamste functie van de schedel is bescherming van de hersenen.

## Botten
De menselijke schedel bestaat uit 22 botten en is daarmee het meest uitgebreide deel van het skelet. Het exterieur van een schedel kan verdeeld worden in de voorhoofdsschedel en de aangezichtsschedel. Aan de laatste vallen de oogkassen op, die de ogen bevatten, terwijl er openingen zijn die het reukorgaan en gehoororgaan doorlaten. Aan de onderzijde vindt men de zogenaamde schedelbasis die met twee doornachtige uitsteeksels past in de Atlas (wervel), ofwel de bovenste wervelschijf. Het grootste gat van de schedelbasis is het achterhoofdsgat, waardoorheen het verlengde ruggenmerg loopt. De bovenkaak bestaat uit twee, centraal met elkaar vergroeide botdelen. Samen met de onderkaak bevatten zij al de tanden, die de voedselvermaling mogelijk maken. De onderkaak is beweegbaar ten opzichte van de bovenkaak door middel van de aangehechte, zeer sterke kauwspieren.

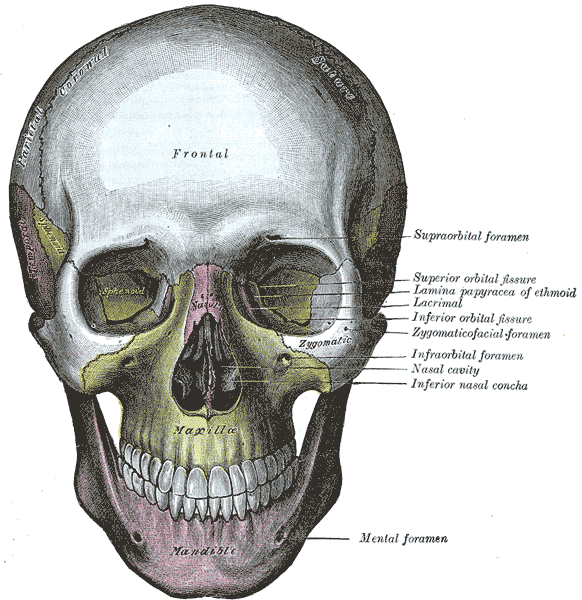
Schedel frontaal zicht, Gray's Anatomy
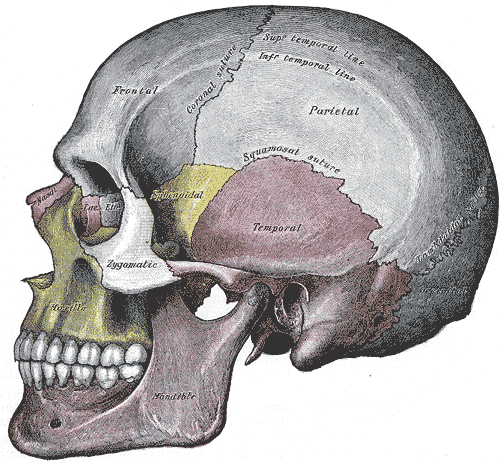
Schedel lateraal zicht, Gray's Anatomy
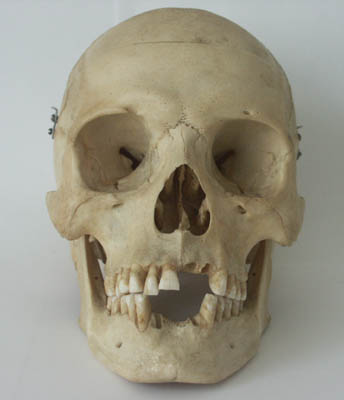
Schedel frontaal zicht
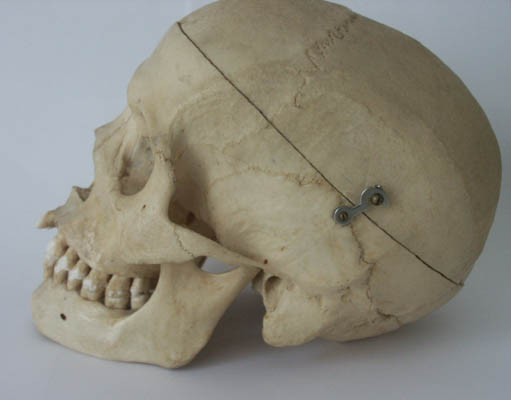
Schedel lateraal zicht
Lateraal

| 8 botten in de hersenschedel | 14 botten in de aangezichtsschedel |
| ---------------------------- | ---------------------------------- |
| voorhoofdsbeen               | jukbeen (2)                        |
| wandbeen (2)                 | bovenkaakbeen (2)                  |
| slaapbeen (2)                | neusbeen (2)                       |
| achterhoofdsbeen             | onderkaak                          |
| wiggenbeen                   | verhemeltebeen (2)                 |
| zeefbeen                     | traanbeen (2)                      |
|                              | ploegschaarbeen                    |
|                              | onderste neusschelp (2)            |

Naast deze 22 botten bevinden zich in de hals het tongbeen, en in beide oren de hamer, het aambeeld en de stijgbeugel.
Soms worden langs de schedelnaden extra botstructuren gevonden: naadbeenderen (wormiaanse botstructuren).

## Schedel pasgeborene

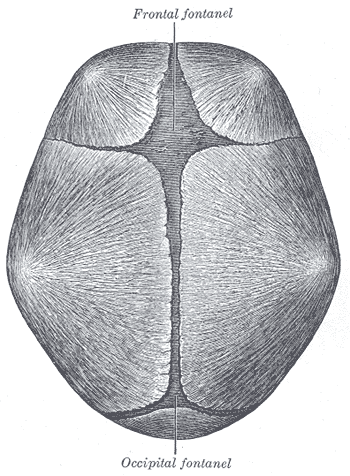
Schedelnaden en fontanelen van een pasgeborene

Het hoofd van een pasgeborene is ongeveer 29% van een volwassen hoofd (dit is bij chimpansees 47-48%) en is vervormbaar om beter door het geboortekanaal te glijden. De schedelnaden blijven het eerste jaar open zodat de hersenen snel kunnen doorgroeien. Ook de fontanelen (open plekken zonder schedelbotten) groeien dicht. De schedel groeit het snelst de eerste twee levensjaren, maar blijft daarna doorgroeien tot de volwassenheid. Beenderen zijn dynamisch door de opbouw en afbraak van botweefsel. Kinderen krijgen eerste een melkgebit waarvan de tanden geleidelijk worden vervangen door de definitieve tanden.(zie wisselgebit)

## Trivia

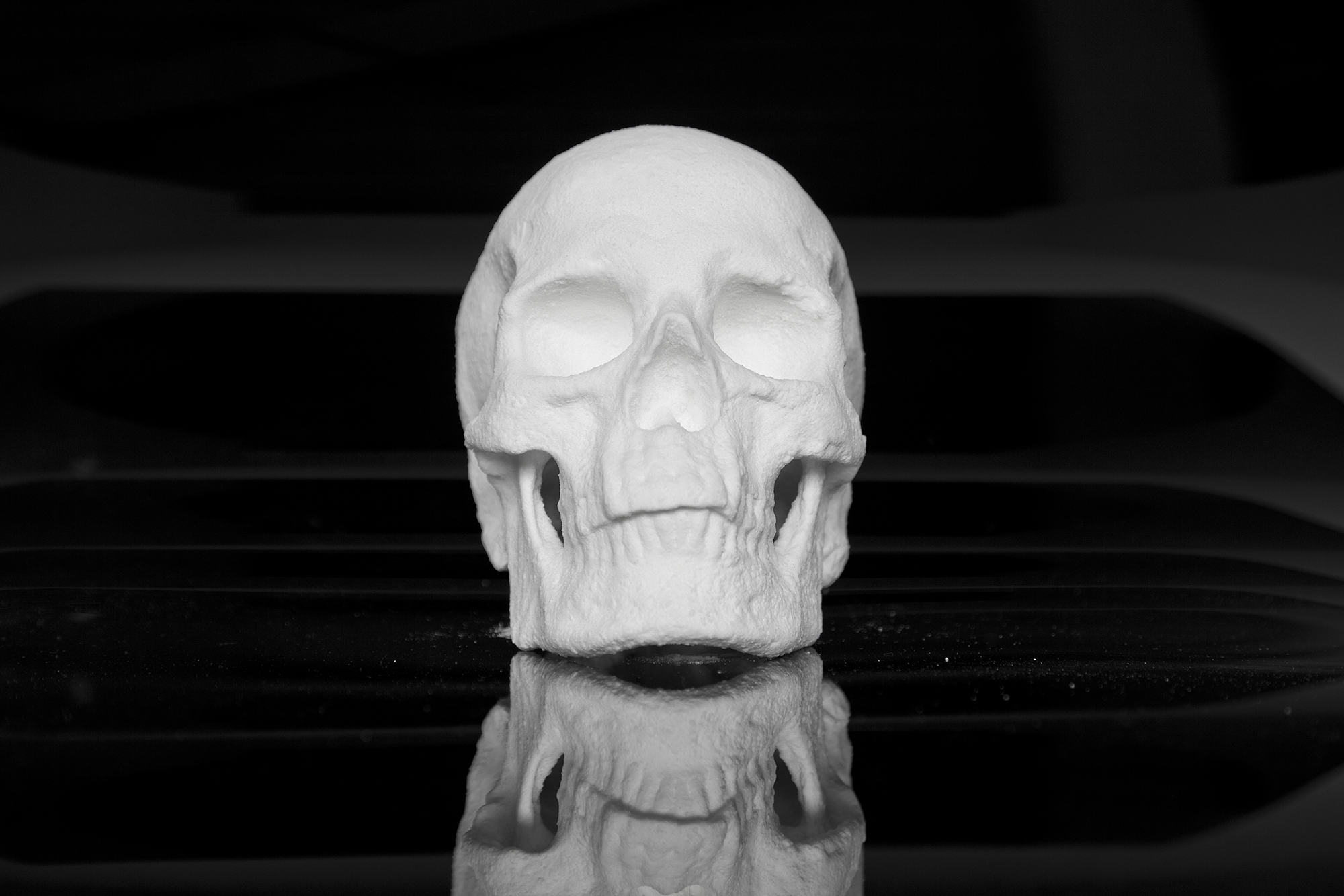
Kunstwerk Ecce Animal: een persgegoten schedel gemaakt van cocaïne en gelatine

Een doodshoofd (schedel) wordt gebruikt in de beeldhouwkunst op epitafen en graftombes en als attribuut samen met kroon en toga van de heilige Franciscus Borgia. Het werd ook als symbool gebruikt op piratenvlaggen in de Gouden Eeuw.
Een oud woord voor doodskop is bekkeneel.
In India staat de schedel symbool voor de kringloop van leven en dood. We zien dit symbool in vele vormen terug bij goden die ons wijzen op de vergankelijkheid van het bestaan. De staf van een yogi is vaak een bot van een mens, met daarbovenop een schedel. 
Ook in vanitas schilderijen is de schedel een vaak gebruikt symbool.
Ook in de natuur komen soms tekeningen voor die aan een doodshoofd doen denken, verschillende dieren zijn ernaar vernoemd. Voorbeelden zijn het doodshoofdaapje, de doodshoofdvlinder, de doodskopzweefvlieg en de doodshoofdkakkerlak.
De frenologie is een theorie die stelt dat aanleg en karakter kunnen afgelezen worden aan de vorm van de schedel. Een middel daartoe is schedelmeting. Oorspronkelijk ontwikkeld door dr. Franz Joseph Gall (1728-1828), was de frenologie zeer populair in de negentiende eeuw. Heden ten dage is deze leer echter geheel verlaten.
In 2007 maakte de Britse kunstenaar Damien Hirst een platina schedel bedekt met diamanten genaamd For the Love of God. De Nederlandse kunstenaar Diddo maakte in 2014 een kunstwerk genaamd Ecce Animal. Het werk bestaat uit een schedel gemaakt met cocaïne en leidde tot verontwaardigde reacties van mensen die vonden dat een object gemaakt van drugs geen kunst genoemd mag worden.

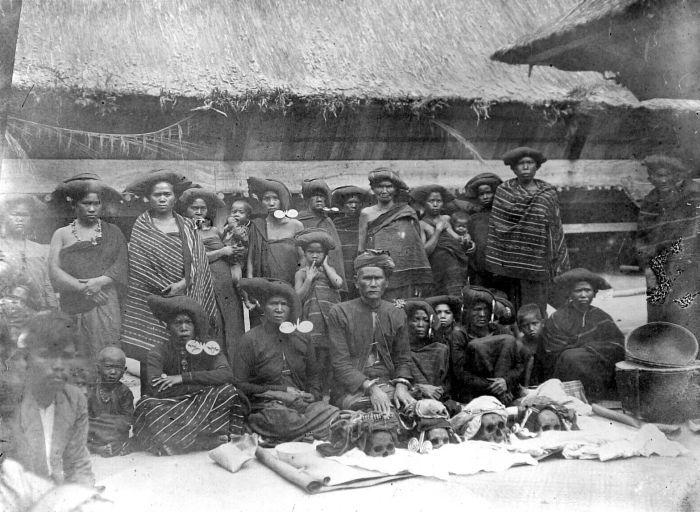
Een Karo-Batakse man met zijn familie en voor hen de schedels van hun voorouders (voorouderverering), Wereldmuseum Amsterdam